# Pas-de-Jeu
Pas-de-Jeu ist eine französische Gemeinde mit 343 Einwohnern (Stand: 1. Januar 2022) im Département Deux-Sèvres in der Region Nouvelle-Aquitaine. Sie gehört zum Arrondissement Bressuire und zum Kanton Le Val de Thouet. Die Einwohner werden Jovinais genannt.

## Lage
Pas-de-Jeu liegt etwa zehn Kilometer östlich des Stadtzentrums von Thouars an der Dive, die die östliche Gemeindegrenze bildet. Nachbargemeinden von Pas-de-Jeu sind Curçay-sur-Dive im Norden, Ranton im Nordosten, Saint-Laon im Osten, Oiron im Süden sowie Saint-Léger-de-Montbrun im Westen.

## Bevölkerungsentwicklung
| Jahr                       | 1962 | 1968 | 1975 | 1982 | 1990 | 1999 | 2006 | 2019 |
| Einwohner                  | 528  | 489  | 415  | 393  | 359  | 371  | 380  | 367  |
| Quellen: Cassini und INSEE |      |      |      |      |      |      |      |      |

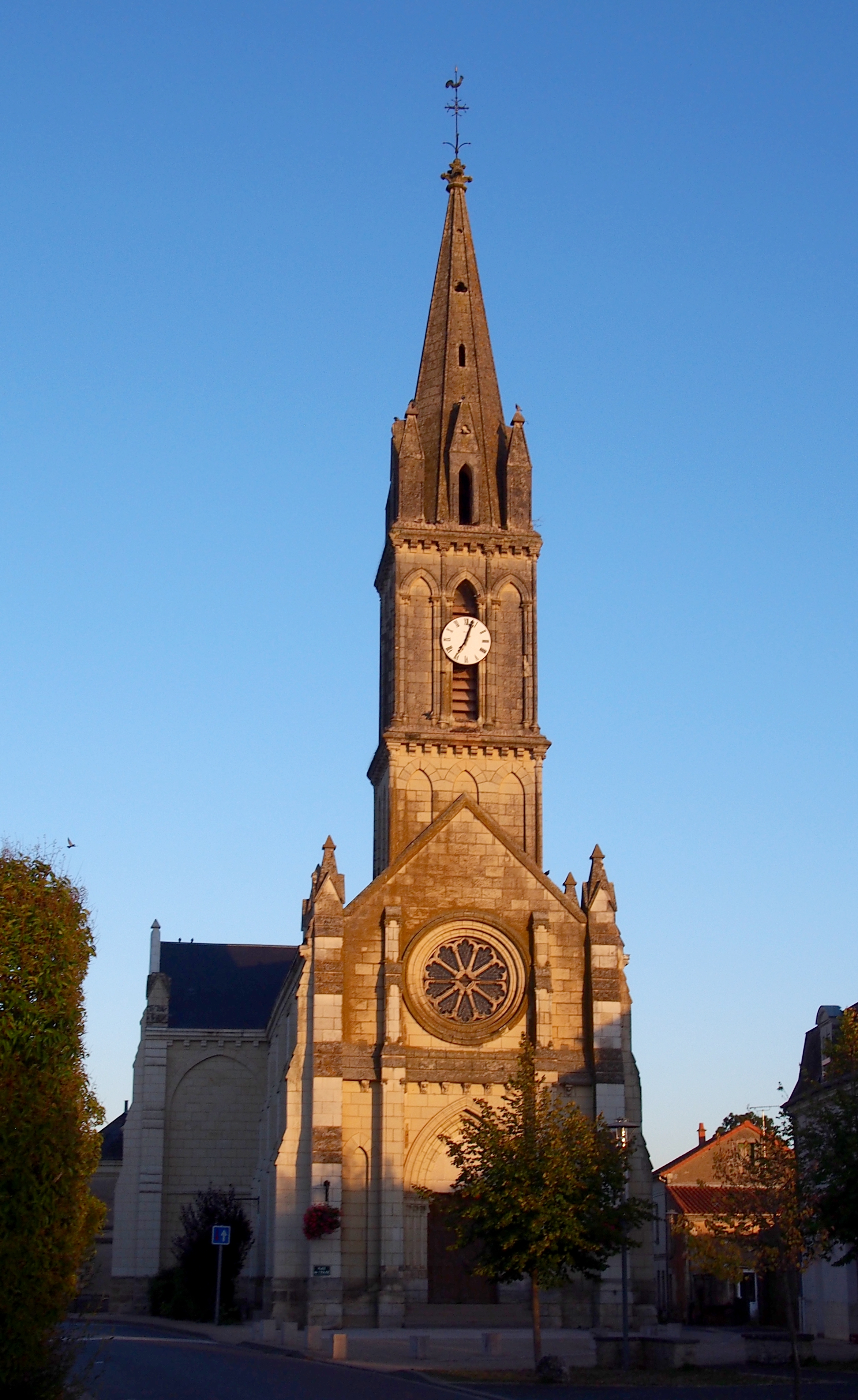
Kirche Saint-Hilaire in Pas-de-Jeu